# Dorel Bucurescu
Dorel Bucurescu (n. 7 martie 1944, Răzvani, România) este un fizician român, membru corespondent al Academiei Române - Secția de Științe Fizice din 4 noiembrie 2016.
S-a născut în comuna Răzvani, județul Călărași, ambii săi părinți fiind învățători la școala din comună. După școala elementară urmată în comună, a absolvit Școala Medie Mixtă Nr. 28 (devenită Liceul Petru Groza) din București.
A fost admis în 1961 la Facultatea de Fizică a Universității din București, a urmat specialitatea fizică nucleară, și a susținut licența în anul 1966. A obținut un doctorat în fizică nucleară (1973) la Institutul de Fizică Atomică, Măgurele.
În 1973 a fost beneficiar al unei burse de cercetare acordată de AIEA-Viena la Universitatea din Utrecht, Olanda.

## Activitatea profesională și didactică
Începând din 1967 este încadrat fizician la Institutul de Fizică Atomică de la Măgurele. Aici a parcurs diversele trepte ale ierarhiei științifice: fizician (1967-1968), cercetător științific (1968-74), cercetător principal III (1975-1982), cercetător principal II (1982-83; 1985-93), cercetător științific principal I (1993-2011).
Din 1978 este expert calificat pentru fizică nucleară al Agenției Internaționale pentru Energia Atomică, în perioada 1983-1985 lucrând ca fizician la Divizia de Informații Științifice și Tehnice a acestei Agenții.
Secretar științific la  IFIN-HH (1996-1997) și șef al Departamentului de fizică nucleară al IFIN-HH (2005-2006).
Activitatea sa de cercetare a presupus obținerea unor granturi de cercetare la MCT, Academia Română, CNCSIS (1998-2003) și, începând cu 2004, a unor proiecte câștigate în cadrul competițiilor diverselor programe de cercetare ale ANCS/CNCSIS: Centru de Excelență RELANSIN, CERES, Cercetare de Excelență (CEEX), CORINT, Idei, Program nucleu, Parteneriate. În perioada 2004-2010 a fost membru în comitetul director al proiectului european AGATA în care au desfășurat activități 45 de instituții din 12 țări. Acest proiect construiește cel mai avansat sistem de detecție pentru spectroscopia nucleară cu radiații gama.
Din 1991 obține calitatea de îndrumător științific de doctorat pentru fizică nucleară la Institutul de Fizică Atomică, iar începând cu anul 2001 profesor universitar asociat la Facultatea de Fizică a Universității din București, cu dreptul de a conduce activități de doctorat (2001-2009).

## Activitatea științifică
În cadrul Laboratorului Tandem al IFIN-HH a menținut un grup de cercetare cu o activitate continuă și susținută în domeniul spectroscopiei nucleare experimentale, îndeosebi prin metodele spectroscopiei radiațiilor gama în reacții induse de fascicule de ioni grei accelerați. Aici au fost formați cercetători de valoare, rezultatele originale în domeniu fiind publicate în reviste de specialitate.
În paralel a inițiat numeroase colaborări în studiul structurii nucleare cu grupuri din alte laboratoare, printre care: Centrul de Cercetări Nucleare din Atena, Centrul de Spectrometrie Nucleară Orsay, Institutul de Științe Nucleare Grenoble, Laboratorul Național din Legnaro și Universitatea din Padova, Institutul de Fizică Nucleară din Köln, Universitatea Tehnică din München, Institutul de Cercetări Fizico-Chimice (RIKEN) Tokyo, Universitatea Yale, ș.a., unde a propus și realizat experimente bazate pe idei proprii. Dintre rezultatele deosebite obținute în studiile de structură nucleară, atestate printr-un mare număr de citări în literatura de specialitate pot fi menționate:
- extinderea frontierelor spectroscopiei nucleare prin studii, multe în premieră, ale unor nuclee exotice (precum cele mai grele nuclee cu număr egal de neutroni și protoni, unde s-a evidențiat un efect ce poate indica o nouă formă de super-fluiditate nucleară, datorată împerecherii neutron-proton; sau nuclee cu deficit neutronic din zona de masă A≈130);
- studiul tranzițiilor nucleare de formă în diverse zone de masă și al tranzițiilor nucleare de fază (de formă) critice;
- probleme de fizica spinilor înalți (benzi super-deformate – incluzând prima determinare experimentală a dezexcitării unei asemenea benzi; primul exemplu de benzi nucleare chirale);
- determinări precise de timpi de viață (probabilități de tranziții electromagnetice) ai stărilor nucleare excitate;
- spectroscopie de înaltă rezoluție energetică prin reacții directe de transfer;
- studii globale ale unor parametri de structură nucleară care au evidențiat regularități interesante atât pentru spectroscopia experimentală cât și pentru teoria structurii nucleului (sistematici universale ale structurilor de bandă colective, densități de nivele și distribuții de spin nucleare, structură fină a dezintegrării alfa, tranziții de fază).

## Lucrări științifice
În anul 2021 are peste 200 de lucrări publicate în reviste de specialitate cotate ISI (Physical Review C, Physical Review Letters, Nuclear Physics A, Physics Letters B, ș.a.), 49 în reviste ale Academiei Române și peste 50 de comunicări la conferințe internaționale, lucrările fiind citate de peste 4000 ori (factor Hirsch 30) conform Web of Science și de peste 6000 de ori (factor Hirsch 35) conform Google Scholar.
Are peste 60 de participări și comunicări la conferințe internaționale (dintre care 20 de prezentări invitate).
A publicat o carte în Editura Academiei redactată după note de curs (nepublicate) ale Prof. S. Țițeica și este co-editor la trei volume ale școlilor de fizică internaționale.
Este referent științific al revistelor Physical Review Letters, Physical Review C, Journal of Physics G, European Physical Journal A, Physica Scripta, Nuclear Physics A, Canadian Journal of Physics, Romanian Reports in Physics ș.a.

### Lucrări publicate (listă selectivă)
- D.Bucurescu, N.V.Zamfir, “Empirical signatures of shape phase transitions in nuclei with odd nucleon numbers”, Physical Review C98(2018)024301; DOI: https://doi.org/10.1103/PhysRevC.98.024301
- D. Bucurescu, N.V. Zamfir, "New nuclear structure features in transactinide nuclei”, Physical Review C87(2013)054324;DOI: https://doi.org/10.1103/PhysRevC.87.054324
- T. von Egidy, D.Bucurescu, Experimental energy dependent nuclear spin distributions, Physical Review C80 (2009)054310; DOI:https://doi.org/10.1103/PhysRevC.80.054310
- D.Bucurescu, G.Graw, R.Hertenberger, H.–F.Wirth, N.Lo Iudice, A.V.Sushkov, N.Yu.Shirikova, Y.Sun, T.Faestermann, R.Krucken, M.Mahgoub, J.Jolie, P. von Brentano, N.Braun, S.Heinze, O. Moller, D.Mucher, C.Scholl, R.F.Casten, D.A.Meyer, High–resolution study of 0+and 2+ excitations in 168Er with the (p,t) reaction, Physical Review C73(2006)064309;DOI:https://doi.org/10.1103/PhysRevC.73.064309
- N.Mărginean, C.Rossi Alvarez, D.Bucurescu, C.A.Ur, A.Gadea, S.Lunardi, D.Bazzacco, G.de Angelis, M.Axiotis, M.De Poli, E.Farnea, M.Ionescu-Bujor, A.Iordăchescu, S.M.Lenzi, Th.Kröll, T.Martinez, R.Menegazzo, D.R.Napoli, G.Nardelli, P.Pavan, B.Quintana, P.Spolaore, Observation of the N=Z=44 88Ru nucleus, Physical Review C63(2001)031303(R); DOI:https://doi.org/10.1103/PhysRevC.63.031303
- C.A.Ur,D.Bucurescu, S.M.Lenzi, D.R.Napoli, G.Martinez–Pinedo, D.Bazzacco, F.Brandolini, D.M.Brink, J.A.Cameron, G.de Angelis, M.De Poli, A.Gadea, S.Lunardi, N.Mărginean, M.A.Nagarajan, P.Pavan, G.Rossi–Alvarez, C.E.Svensson, Excited states in 52Fe and the origin of the yrast trap at 12+, Physical ReviewC58(1998)3163; DOI:https://doi.org/10.1103/PhysRevC.58.3163
- D.Bucurescu, C.Rossi–Alvarez, C.A.Ur, N.Mărginean, P.Spolaore, D.Bazzacco, S.Lunardi, D.R.Napoli, M.Ionescu-Bujor, A.Iordăchescu, C.M.Petrache, G.de Angelis, A.Gadea, D.Foltescu, F.Brandolini, G.Falconi, E.Farnea, S.M.Lenzi, N.H.Medina, Zs.Podolyák, M.De Poli, M.N.Rao, R.Venturelli, Evolution of collectivity along the N=Z line: the nucleus 84Mo, Physical Review C56(1997)2497; DOI:https://doi.org/10.1103/PhysRevC.56.2497
- D.Galeriu,D.Bucurescu, M.Ivașcu, Nuclear deformations in the A≈80–100 region, Journal of Physics G12(1986)329; https://iopscience.iop.org/article/10.1088/0305-4616/12/4/006/pdf
- D.Bucurescu, G.Căta, D.Cutoiu, G.Constantinescu, M.Ivașcu, N.V.Zamfir, Description of the neutron–deficient Sr and Zr isotopes in the interacting boson model, Nuclear Physics A401(1983)22; https://www.sciencedirect.com/science/article/pii/0375947483903342
- C.F.Liang, P.Paris, D.Bucurescu, J.Putaux, J.Obert,S.DellaNegra, Selective on-line separation of new Ta, Zr, and Sr isotopes, Zeitschrift für Physik A309(1982)185; https://link.springer.com/article/10.1007/BF01414981
- D.Bucurescu, G.Constantinescu, M.Ivașcu, Potential energy surfaces for the even Sr, Zr and Ru isotopes, Revue Roumaine de Physique 24(1979)971
- D.Bucurescu, M.Ivașcu, G.Semenescu, M.Titirici, The (α,p) reaction on even Nickel isotopes, Nuclear Physics A189(1972)577; https://www.sciencedirect.com/science/article/pii/0375947472903156

Lista completă a publicațiilor poate fi găsită la adresele Web:
https://scholar.google.ro/citations?user=jw6sP-wAAAAJ&hl=en&oi=ao
https://www.researchgate.net/profile/Dorel-Bucurescu

#### Teza de doctorat
- Studiul mecanismului și utilizarea spectroscopică a reacțiilor cu ioni de heliu (α,α’) și (3He,α), Teză de doctorat, conducător științific: Prof. dr. Nicolae Martalogu (în 1973).

#### Cărți
- Particle Emission from Nuclei - D.N. Poenaru, M. Ivașcu, Editura CRC Press, 1989 (un capitol);
- Lecții de teoria nucleului atomic - Editura Academiei Române, 2007 (carte redactată după note de curs nepublicate ale Prof. Șerban Țițeica);
- Școala de Fizică Nucleară - Poiana Brașov, Editura World Scientific, 1982 (co-editor);
- Școala de Fizică Nucleară - Predeal, Editura World Scientific, 1990 (co-editor).

## Distincții și titluri
- Premiul pentru fizică "Dragomir Hurmuzescu" al Academiei Române (1974), pentru Contribuții la studiul difuziei elastice a particulelor α al reacției (α, p) pe nuclee ușoare medii.;
- Diploma de excelență a ANCS/MEC pentru participare la Programul Cadru-6 al Comunității Europene (2007);
- Membru corespondent al Academiei Române din 2016;
- Membru al Societății Române de Fizică și al Societății Europene de Fizică.
- Membru în comunitatea științifică românească Ad Astra Arhivat în 29 martie 2017, la Wayback Machine.;